# Championnat du Malawi de football 2016
Navigation
Saison précédente Saison suivante
La saison 2016 du Championnat du Malawi de football est la trente-et-unième édition de la Super League, le championnat de première division malawite. Elle se déroule sous la forme d’une poule unique avec seize formations, qui s’affrontent à deux reprises. En fin de saison, les trois derniers du classement sont relégués et remplacés par les trois meilleurs clubs de deuxième division malawite.
C'est le club de Kamuzu Barracks FC qui remporte le championnat cette saison, après avoir terminé en tête du classement final, avec un seul point d'avance sur le tenant du titre, FC Bullets et cinq sur les Silver Strikers. C'est le tout premier titre de champion du Malawi de l'histoire du club.

## Les clubs participants
- FC Bullets
- Moyale Barracks FC
- Blue Eagles FC
- CIVO United
- Silver Strikers
- Red Lions Zomba
- MAFCO FC
- ADMARC Tigers
- Be Forward Wanderers
- Kamuzu Barracks FC
- EPAC United
- Max Bullets FC - Promu de D2
- FISD Wizards
- Karonga United - Promu de D2
- Mzuzu University FC
- Dwangwa United - Promu de D2

## Compétition

### Classement
| Rang | Équipe                | Pts | J  | G  | N  | P  | Bp | Bc | Diff |
| ---- | --------------------- | --- | -- | -- | -- | -- | -- | -- | ---- |
| 1    | Kamuzu Barracks FC    | 61  | 30 | 19 | 4  | 7  | 55 | 29 | +26  |
| 2    | FC BulletsT           | 60  | 30 | 16 | 12 | 2  | 43 | 17 | +26  |
| 3    | Silver Strikers       | 56  | 30 | 16 | 8  | 6  | 45 | 23 | +22  |
| 4    | Blue Eagles FC        | 54  | 30 | 16 | 6  | 8  | 41 | 26 | +15  |
| 5    | MAFCO FC              | 50  | 30 | 14 | 8  | 8  | 45 | 33 | +12  |
| 6    | Be Forward WanderersC | 49  | 30 | 13 | 10 | 7  | 51 | 33 | +18  |
| 7    | Moyale Barracks FC    | 47  | 30 | 13 | 8  | 9  | 41 | 26 | +15  |
| 8    | Azam Tigers           | 43  | 30 | 10 | 13 | 7  | 35 | 21 | +14  |
| 9    | Mzuzu University FC   | 41  | 30 | 10 | 11 | 9  | 31 | 29 | +2   |
| 10   | Red Lions Zomba       | 40  | 30 | 11 | 7  | 12 | 33 | 36 | -3   |
| 11   | EPAC United           | 34  | 30 | 9  | 7  | 14 | 30 | 39 | -9   |
| 12   | Dwangwa UnitedP       | 30  | 30 | 7  | 9  | 14 | 30 | 41 | -11  |
| 13   | FISD Wizards          | 30  | 30 | 8  | 6  | 16 | 17 | 43 | -26  |
| 14   | Karonga UnitedP       | 27  | 30 | 7  | 6  | 17 | 28 | 64 | -36  |
| 15   | CIVO United           | 25  | 30 | 5  | 10 | 15 | 20 | 35 | -15  |
| 16   | Max Bullets FCP       | 8   | 30 | 1  | 5  | 24 | 15 | 65 | -50  |

|  | Champion du Malawi 2016                                                                  |
|  | Relégation directe en deuxième division                                                  |
|  | T : Tenant du titre C : Vainqueur de la Coupe du Malawi P : Club promu de Premier League |

## Bilan de la saison
| Championnat du Malawi de football 2016                             |                                |
| Champion                                                           | Kamuzu Barracks FC (1er titre) |
| Coupes et trophées                                                 |                                |
| Vainqueur de la Coupe du Malawi 2016                               | Be Forward Wanderers           |
| Qualifications continentales                                       |                                |
| Ligue des champions de la CAF 2017                                 | Aucun                          |
| Coupe de la confédération 2017                                     | Aucun                          |
| Promotions et relégations                                          |                                |
| Promus en Super League                                             | Master Security Rangers        |
| Promus en Super League                                             | Chitipa United                 |
| Promus en Super League                                             | Blantyre United                |
| Relégués en Championnat du Malawi de football de deuxième division | Karonga United                 |
| Relégués en Championnat du Malawi de football de deuxième division | CIVO United                    |
| Relégués en Championnat du Malawi de football de deuxième division | Max Bullets FC                 |